# Siegfried Kraft

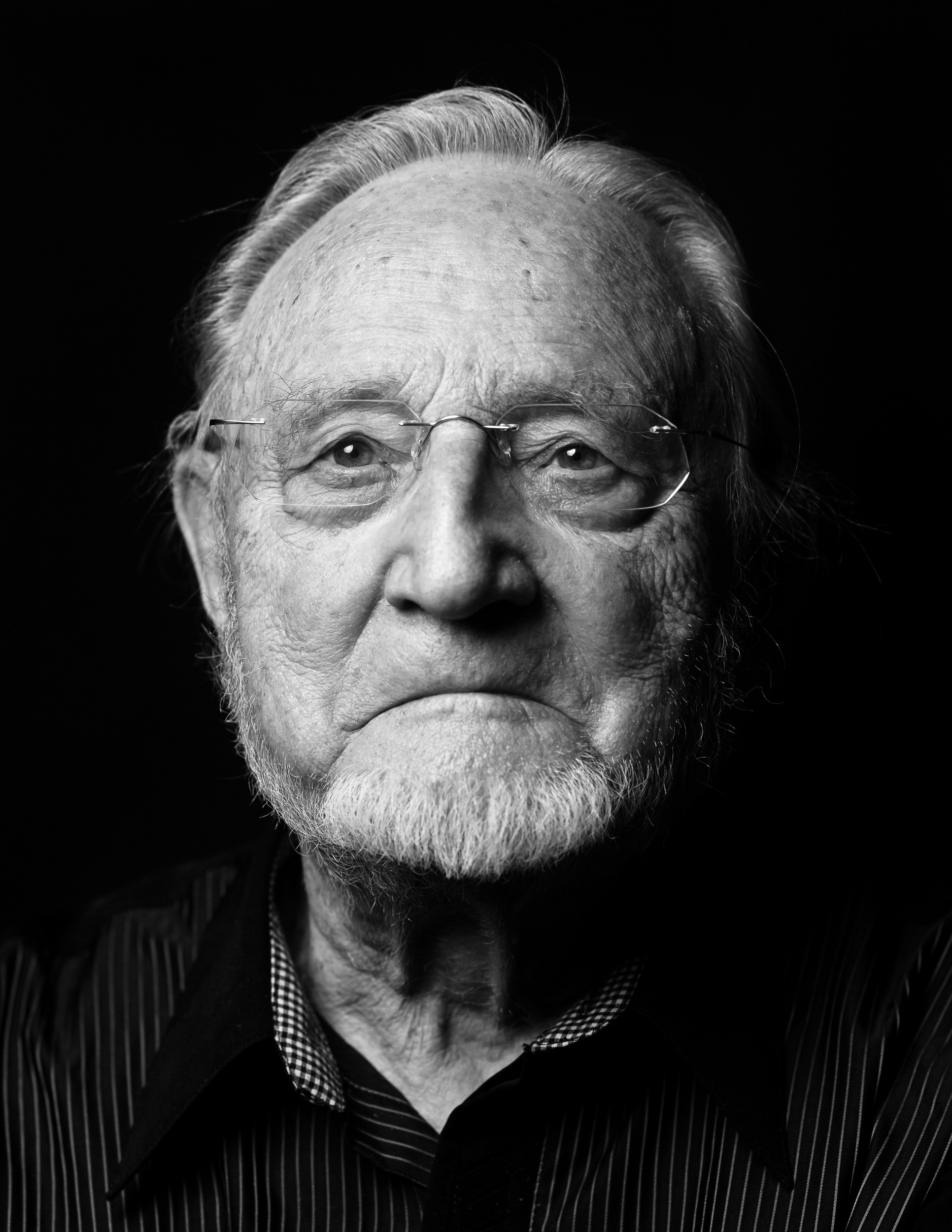
Siegfried Kraft (2011)

Siegfried Kurt Max Kraft (* 30. März 1920 in Erfurt; † 25. März 2013 ebenda) war ein deutscher Grafiker, der sich auf nahezu allen Gebieten der Gebrauchsgrafik betätigte.

## Leben und Wirken
Siegfried Kraft wurde 1920 als Sohn des Prokuristen Wilhelm Kraft und seiner Ehefrau Bertha Kraft in Erfurt geboren. Von 1926 bis 1934 besuchte er die Volksschule und anschließend bis zum Abitur 1938 das Staatliche Realgymnasium zur Himmelspforte. Ein 1936 begonnenes Abendstudium an der Kunstgewerbeschule Erfurt konnte er nicht abschließen, da er 1938 zum Militärdienst einberufen wurde. Nach der Teilnahme am Zweiten Weltkrieg und sowjetischer Kriegsgefangenschaft zurück in Erfurt, trat er 1946 ein Lehramt an der Landesschule für angewandte Kunst an, aus dem er 1952 aus politischen Gründen (Formalismusstreit) entlassen wurde. Einer seiner Schüler war Karl-Jürgen Härtel.
Als nun freischaffender Grafiker entwickelte er sich zu einem Experten für die Gestaltung von Marken und Signets. Kraft war ein Verfechter des Bauhauses. Schnörkellose Sachlichkeit und eine klare Formensprache prägten sein künstlerisches Schaffen. Er gehörte zu den anerkannten Grafikern der DDR und fand auch im Ausland Beachtung. 1954 bis 1958 arbeitete er als Künstlerischer Leiter für Werbung des VEB Carl Zeiss Jena und von 1964 bis 1979 als Künstlerischer Leiter und Chefgrafiker für die Internationale Gartenbauausstellung (iga) in Erfurt, für die er u. a. 1966 das markante Signet schuf. 1973/1974 absolvierte er ein externes Studium an der Kunsthochschule Berlin, das er als Diplom-Grafiker abschloss. 1980 lehrte Kraft an der Shilpakala Academy in Dhaka/Bangladesch als Dozent für künstlerisches Gestalten. Für sein facettenreiches Schaffen erhielt er neben anderen Auszeichnungen 1968 den Kulturpreis der Stadt Erfurt. Eine fruchtbare Zusammenarbeit verband ihn zeitlebens mit dem Erfurter Künstler Joachim Kaiser.
Kraft gehörte 1950 zu den Gründungsmitgliedern des Verbandes Bildender Künstler Deutschlands (VBKD) und bekleidete seitdem verschiedenste Funktionen (Mitglied der zentralen Sektionsleitung in Berlin, Mitglied der Verbandsleitung des VBK der DDR im Bezirk Erfurt, Mitglied im zentralen Gutachterausschuss, Juror für die Deutsche Kunstausstellung). Ab 1952 war er als Mitglied der zentralen Sektionsleitung für die Honorarordnung des Verbandes verantwortlich. 1961 wählten ihn die Bürger Erfurts zum Stadtverordneten. 1990 gehörte er zu den Mitbegründern des Verbandes Bildender Künstler Thüringens e. V. in Erfurt. Zur Wendezeit war er Mitglied des Runden Tisches seiner Heimatstadt.
Mit seiner Ehefrau Gertrud Luise, geborene Kaiser (1922–2012), hatte Kraft sieben Kinder. Kurz vor Vollendung seines 93. Lebensjahres starb er am 25. März 2013 und wurde im Kolumbarium der Allerheiligenkirche Erfurt beigesetzt. Sein künstlerischer Nachlass ging 2020 als Schenkung der Familie an die Stadt Erfurt (Stadtmuseum Erfurt).

## Künstlerisches Werk
Krafts Arbeiten sind breit gefächert und prägten und prägen heute noch das Erscheinungsbild von Unternehmen, Institutionen und Kirchen. Mit der zielgenauen Verwendung von Schrift, Grafik und Fotografie schuf er einprägsame Signets, Marken, Plakate, Wappen, Monogramme, gestaltete Medaillen, Bücher und Ausstellungen. Für den kirchlichen Raum entwarf er u. a. Bleiverglasungen und Kruzifixe. Im 1970 veröffentlichten Fachbuch Die Schutzmarke beschrieb er die Entstehung, Gestaltung und Anwendung von Marken und Signets. Seine Arbeiten waren und sind postum in einer Vielzahl von Ausstellungen im In- und Ausland zu sehen.
Ausgeführte Arbeiten (Auswahl):
- Signets: Verlag Cordier[4] Heiligenstadt 1955; Margaretha Reichardt 1960; Internationale Gartenbauausstellung 1966; Mariendom Erfurt 1975; Stadtverwaltung Erfurt 1993
- Marken: VEB Ventilatoren- und Apparatebau Erfurt 1954; VEB Möbelwerke Themar 1965; Kombinat Umformtechnik Erfurt 1975; Brauerei Gotha 1981
- Plakate: Naturkundemuseum Erfurt 1947; Ausstellung Erfurter Künstler 1954; Serie iga-Werbung 1966;[5] Thüringer Bachtage 1977; Fifth National Art Exhibition, Shilpakala Academy 1980; 1986–INTERNATIONAL YEAR OF PEACE
- Wappen: für die Erfurter Bischöfe Joseph Freusberg, Hugo Aufderbeck und Joachim Wanke sowie für das Bistum Erfurt
- Medaillen: Kulturpreis der Stadt Erfurt, Entwurf 1965; iga Erfurt 1966; Gestaltung von Sportpreisen und Pokalen für den Vorsitzenden des Ministerrates der DDR 1974–1984; Gedenkmedaille Bistumsgründung Erfurt 1994
- Buchgestaltung: für Benno-Verlag Leipzig und Verlag Cordier Heiligenstadt (u. a. Schriftenreihe Die Hauskirche); 1964–1983 Mitherausgeber des Kalenders Christliches Jahr
- Ausstellungsgestaltung: Leipziger Messe 1956–1961; 5. Deutsche Kunstausstellung (Künstlerisches Volksschaffen), Dresden 1962; Kunsthandwerk der DDR, Erfurt 1966
- Kunst im kirchlichen Raum: Ausstattung der Kirche St. Bonifatius Weimar-Schöndorf[6] 1957; Sgraffiti und Schnitzrelief im Haus St. Sebastian Erfurt-Hochheim 1953; Bleiverglasung Kapelle des Waisenhauses St. Joseph Heiligenstadt 1963; Hosentaschenkreuz für Soldaten der Nationalen Volksarmee im Auftrag von Bischof Aufderbeck 1975

## Ehrungen und Preise
- 1966: Bronzemedaille Weltausstellung International Poster-Competition, Toronto/Canada
- 1968: Kulturpreis der Stadt Erfurt
- 1975/1978: Diplom der 6./8. Biennale der Gebrauchsgrafik, Brno/ČSSR
- 1978/1989: Diplom der 1./4. Triennale européenne de l'affiche, Mons/Belgien
- 1980: Johannes-R.-Becher-Medaille in Gold
- 1984: Hans-Grundig-Medaille

## Ausstellungen (unvollständig)
Einzelausstellungen
- 1970: Angermuseum Erfurt
- 1974: Kunsthochschule Berlin
- 1980: Shilpakala Academy Dhaka/Bangladesch
- 1995: Galerie etage 2 Rathaus Erfurt
- 1996: k.s.kraft 1946 | 1996 – grafikdesign, kunst im kirchlichen raum, Angermuseum Erfurt
- 2021: krafts universum. Der Grafik-Designer Siegfried Kraft (1920–2013), Stadtmuseum Erfurt

Ausstellungsbeteiligungen
- 1949: Jahresschau der Erfurter Künstler, Angermuseum Erfurt[7]
- 1958–1983: IV. bis IX. Deutsche Kunstausstellung der DDR, Dresden
- 1966: Weltausstellung International Poster-Competition, Toronto/Canada
- 1974/1978: Biennale der Gebrauchsgrafik, Brno/ČSSR
- 1977: Kunst und Sport, Leipzig, Messehaus am Markt,
- 1978/1989: Triennale européenne de l'affiche, Mons/Belgien

- 1985: Auf gemeinsamen Wegen, Berlin, Nationalgalerie,
- 1985: Marken und Zeichen aus der DDR,  Berlin, Berliner Stadtbibliothek

- 2010: Die Marke, Kunsthalle Erfurt (Kurator)[8]